# ガンダムビルドメタバース
『ガンダムビルドメタバース』 (英：Gundam Build Metaverse)は、サンライズ制作による日本のWebアニメ。「ガンダムシリーズ」に登場するモビルスーツ (MS)などの兵器のプラモデル「ガンプラ」同士による対戦競技「ガンプラバトル」を描いた作品で、同系統の作品群で構成される「ガンダムビルドシリーズ」の10周年記念作品。インターネット上でガンダムのコンテンツを体感する仮想空間「ガンダムメタバース」を舞台としている。全3話構成で、2023年10月6日から10月20日までにガンダム公式Youtubeチャンネル「ガンダムチャンネル」などで配信された。

## あらすじ
ユーザーが自身の分身となるアバターで活動し、自分のガンプラを操作して戦う「ガンプラバトル」が流行しているインターネット上のオンラインゲーム空間「ガンダムメタバース」。ハワイに住む少年ホウジョウ・リオは、名ビルダーである女性ホビーショップ店員ウルツキ・セリアの教えのもとで専用ガンプラのラーガンダムを完成させる。そして、メタバース内にいる名だたる強者たちとの戦いと交流を経験していく。

## 作品設定・用語
ガンダムメタバース
作中で普及している体感型のオンラインゲーム、およびその仮想世界の総称。ユーザーはVRゴーグルやコントローラーなどの専用機材を使用してログイン（ダイブ）し、好みのアバターの姿となってメタバース内を冒険する。みずからが製作したガンプラをデータスキャンしてもち込むことも可能で、ほかのユーザーとの「ガンプラバトル」やさまざまなクエスト、イベントをこなしていく。また、メタバース内のショップでガンプラや関連商品を売買することも可能。バトルで使用するガンプラは、グレードごとの総合性能値や特性が設定されており、たとえば初心者向けの廉価グレードであるエントリーグレード (EG)は、性能が低いぶんエネルギーコストも低く継戦能力に優れる。さらに製作者（ビルダー）の作り込みによる出来次第では、グレードの差を覆すことも可能となる。
作中では歴代の「ビルドシリーズ」のキャラクターたちが一堂に会し、声のないキャラクターも観衆などのモブとして描かれている。

## 登場人物

### 本作オリジナル
リオ（ホウジョウ・リオ）
声 - 安済知佳
本作の主人公。ガンプラ好きなハワイ在住の少年。日本人の祖父（声：千葉繁）の影響で侍や忍者といった日本文化に興味をもっており、愛機のラーガンダムにもその嗜好が表れている。明るく前向きな性格で、バトルの負けも引きずらず楽しむことを第一とする。
マスカリージャに敗れた師匠のマスクレディーがセリアであること、マスカリージャがセリアの妹マリアである事実を知り、マリアを止めてほしいというセリアの願いを受けてヤジマ商事主催の200機対200機のテリトリー争奪バトルイベントに出場。事前に祖父から伝えられた「死を意識することで常に冷静に士道を貫く=本懐を遂げるために日々努力し生きていく心」という武士道の神髄を胸にマスカリージャに挑み、彼女の力量とガンプラ愛を称賛しつつ、飛躍的な成長を遂げて勝利する。
ウルツキ・セリア / マスクレディー
声 - 土屋李央
リオの近所にあるホビーショップの女性店員で、店内にあるプラモデル教室の講師。リオのガンプラビルドの師匠でもあるが、ガンダムアニメを夜通し視聴したまま教室で寝泊まりするなど間の抜けた面もある。メタバース内では正体不明の一流ファイター「マスクレディー」として活動しており、こちらの姿ではバトルの師匠としてリオを厳しく指導する。かつては、双子の妹マリアの誤解による拒絶を受けてファイターを引退していたが、純粋にガンプラを楽しむリオの姿を見て過去の自身を思い出し、リオを見守るためにマスクレディーとして復帰した。復帰後の愛機はガンダムパーフェクトストライクフリーダムルージュ。
マスカリージャとのバトルで敗北して素顔を晒され、リオにも正体を知られる。
マスカリージャ（ウルツキ・マリア）
声 - 加隈亜衣
セリアに対して異常な憎悪を抱く謎の強豪女性ファイター。愛機はティフォエウスガンダム。その正体はセリアの双子の妹マリアで、ライバルとしても互いを認め合った仲の良い姉妹だった。将来は憧れの女流メイジンである「レディ・カワグチ」の名を継ぐことを目標としていたが、ある大会で対戦した当時のレディ・カワグチに圧倒され、セリアのパーツを無断使用して打開を図るも敗北。実力の限界を感じ自信を喪失していたところ、不正を責めるどころか自分のバトルを棄権してまで慰めてきたセリアに憤慨し出奔していた。
再会したセリアを倒したのち、ヤジマ商事のバトルイベントに出場。切り札のティフォエウスガンダム・キメラを披露してリオを圧倒するが、あきらめず立ち向かうリオの奮闘と説得で封じていたガンプラへの情熱を思い出し改心する。エピローグでは念願であったレディ・カワグチの七代目を襲名し、大会の決勝戦進出者としてリオ対セリアの準決勝戦を見守る。
ジェフさん
声 - 三宅健太
ホビーショップの店主でセリアの遠縁の親類。筋骨たくましいひげ面の男性であるが、子ども好きで心優しい人物。ファイターを引退し消沈していたセリアに、社会との接点をもたせるためにプラモデル教室の講師を任せている。
メロウ（メロウ・ネージュ）
声 - 伊吹誓乃
ガンダムメタバースのAI。

### 過去の「ビルドシリーズ」作品の人物
基本的なプロフィールは登場作品ごとに準じているが、複数作に渡って登場した人物の容姿・年齢は放送時期が古い作品に準じている（イオリ・セイが『GBF』登場時と同じ中学生の姿であるなど）。ただし、メタバース内では現実とアバターの姿が異なる場合があるため、実際の姿がアバターと同じであるとは限らない。

#### 『ビルドファイターズ』『ビルドファイターズトライ』の人物
イオリ・セイ
声 - 小松未可子
『ガンダムビルドファイターズ』 (GBF)の主人公。かつては凄腕ファイターとともに世界に名を馳せたガンプラビルダーで、自身のファイターとしての実力も一流。愛機はビルドストライク エクシードギャラクシー。
レイジ / アリーア・フォン・レイジ・アスナ
声 - 國立幸
『GBF』のもうひとりの主人公。地球外にある異世界「アリアン」の王子で、セイとともに第7回ガンプラバトル世界大会を制した相棒。世界大会終了後にアリアンに帰還し音信不通であったが、「なんかよくわからねーうちにつながってた」という理由で再度地球に降り立ち、3話のバトルイベントにてスターバーニングガンダムを駆ってセイの窮地を救う。
三代目メイジン・カワグチ（ユウキ・タツヤ）
声 - 佐藤拓也
伝説のガンプラビルダー「カワグチ」の名を継いだ凄腕のビルダー兼ファイター。セイが尊敬し目標とする人物。愛機はアメイジングガンダムバルバトスルプス。
第3話のバトルイベントをオブザーバーとして観戦していたが、自身もバトルの熱気にあてられてたまらず参戦。好敵手であるセイやレイジと久方ぶりの激闘を繰り広げる。
カミキ・セカイ
声 - 冨樫かずみ
『ガンダムビルドファイターズトライ』 (GBF-T)の主人公。第13回全日本ガンプラバトル選手権中高生の部の優勝チーム「トライ・ファイターズ」のメンバー。次元覇王流拳法を駆使した格闘技の達人で、自身の感覚をガンプラと同調させて戦闘力を高める「アシムレイト」の境地に達したひとり。修行中に自身の限界という壁に阻まれ停滞していたが、解体した状態の愛機カミキバーニングガンダムを、目隠しの状態で両手の感覚のみで組み上げるという独自の試練を実行。この試練によって、通常のアシムレイトとは逆にガンプラ側の感覚を自身に同化させる「裏アシムレイト」を体感し、カミキバーニング自身が望んだ姿である神バーニングガンダムを完成させた。
第2話のレイドボスバトル終盤でリオたちと対戦し、互いの健闘を称え親交を深めていく。
あばたーふみな（ホシノ・フミナ）
声 - 牧野由依
セカイと同じ「トライ・ファイターズ」の一員で、SDガンダムの使い手。本作で使用しているアバターは、ガンダムメタバースの広告大使に就任したフミナが知人の関西人ビルダー（サカイ・ミナト）に依頼してデザインしたもので、過去のミナトが無断製作した「ふみなシリーズ」で確立した「ガンダムコスヒロインズ」というブランドに対してフミナ自身は複雑な心境であったものの、ガンプラに対する感謝と未来への希望を込めてデザインする判断に至った。フミナ本人の依頼はあくまでデザインのみであったが、ミナトは無許可でガンプラによるアバターの立体製作に着手している。外装にはRX-81を参考にした着脱式アーマーパーツ「RX-81 ふみなアーマー」を採用。
武装は、アーマー背部に装着された4連装重機関砲「ガトリングスマッシャー」2門、RX-81の装備をシンプルに再構成したショートビームライフル。
サザキ四兄弟、チーム「北宋の壺」
声 - 広橋涼（ススムとギャン子の兼役）、夏陽りんこ（シグレ・マヒル）、内藤有海（サノ・ケイコ）
第3話のバトルイベントに出場する、サザキ・ススムを長男とする4人兄弟と、長女（第2子）のカオルコ（ギャン子）が主将を兼任する聖オデッサ女子学園チームによる複合チーム。兄弟4人はギャン、ギャンギャギャン、ギャンバルカン、ギャンスロット、「北宋の壺」メンバーであるマヒルとケイコはインパルスジムの各カスタム機に搭乗する。

#### 『ビルドダイバーズ』『ビルドダイバーズRe:RISE』の人物
リク(ミカミ・リク)
声 - 小林裕介
『ガンダムビルドダイバーズ』 (GBD)の主人公。チームメンバーとともに続編の『RE:RISE』にも登場するが、本作では第1作の姿となっている。愛機はガンダムダブルオーダイバーアーク。
リオの初の対外試合でタッグを組み、リオの援護にも助けられてモモとアヤメのコンビを退ける。
サラ
声 - 照井春佳
『GBD』のヒロイン。原典作品では現実の肉体をもたない電子生命体の一種とされているが、本作ではその背景は描かれず詳細不明となっている。マスクレディーとともにリクとリオたちのバトルを観戦する。
モモ（ヤシロ・モモカ）
声 - 稗田寧々
リクと同級生の女子。愛機はモモカプル。
アヤメ（フジサワ・アヤ）
声 - 沼倉愛美
SDガンダムを愛好するくノ一姿の女子。愛機はF9ノ1改。
クジョウ・キョウヤ（キスギ・キョウヤ）
声 - 笠間淳
GBN（ガンプラバトル・ネクサスオンライン）の世界最強フォース「AVARON」のリーダーにしてチャンピオン。
第3話のバトルイベントでは愛機のガンダムTRYAGEマグナムを駆り、メイジンとの最強同士による激闘を繰り広げる。
マギー
声 - 村田太志
GBNの世界ランカーであるオカマのファイター。セリアの事情を知り落ち込むリオを励ますために、レイドボスバトルへの参加を薦める。
オーガ
声 - 羽多野渉
GBNの強豪フォース「百鬼」を率いる勇猛なファイター。第3話のイベントバトルで対峙したサザキ四兄弟・「北宋の壺」の混成チームに闘争心を刺激されてバトルを楽しむ。
ヒロト（クガ・ヒロト）
声 - 小林千晃
『ガンダムビルドダイバーズRe:RISE』 (GBD-R)の主人公。過去のつらい経験からガンプラへの情熱を見失っていたが、仲間たちとの交流と戦いを通じて立ち直った。愛機はプルタインガンダム。
第2話のレイドボスバトルでリオと共闘し、互いのガンプラの出来を褒め合うなど意気投合する。
フレディ
声 - 加隈亜衣
地球外惑星「エルドラ」に住む獣人族「山の民」の少年。侵略者の手から救ってくれたヒロトたちを「創造主様」と呼び慕っている。

## 登場ガンプラ
スペックに記載されている全高・重量は各ビルダーが考えた数値。従来の「ビルドシリーズ」と同じく複数のデザイナーによる分担作業、または合作でデザインされている。また、作中のガンプラは既売商品に専用パーツの追加や成型色の変更を行ったうえで現実に発売されている。
RX-78-la-III ラーガンダム
リオが使用する「EG RX-78-2 ガンダム」の改造機。「ラー」はハワイ語の太陽を意味し、「日本の心」をイメージしたカスタムが施されている。初期に完成した「試作壱型」は、プロトタイプとしてのカスタムイメージを掴みやすくべく、白と青のロービジ調に塗装。そこから赤系の塗装と各部関節の可動工作を施した「弐型」、武装などさらなる強化を図った「参型」と段階的な発展を遂げていく。
弐型以前の武装は通常のRX-78と同様で、参型からは額のマルチセンサーと連動したカスタムスコープと豊富な弾数を有する「ビームラーライフル」、刺突用の鋭い先端をもつ小型の「ラーシールド」、バックパック左右に分割して懸架される武者ガンダムモチーフの「ビームラーナギナタ」を装備する。
MBF-02PF ガンダムパーフェクトストライクフリーダムルージュ
ウルツキ・セリア（マスクレディー）が使用する「HGCE ストライクフリーダムガンダム」の改造機。フルネームが長いという理由から、普段は「P.S.F.R」と呼称される。セリアが対戦したある女性ファイターの愛機「パーフェクトストライクフリーダムガンダム」のリスペクトモデルであり、原型機が装備していた背部の全領域用換装ユニット「スーパーマルチプルアサルトストライカー」の再現に加えて、ストライクルージュを参考にしたセリア独自の赤系塗装が施されている。
武装は、アサルトストライカーの右ブースター側面に懸架されたレーザー対艦刀「シュベルトゲベール」、左ブースター側面に懸架された超高インパルス砲「アグニ」、この二つを合体させてそれぞれの機能を強化した「スーパーシュベルトゲベール」と「スーパーアグニ」、右肩に装備されたミサイルランチャーとガトリング砲の複合ユニット「コンボウェポンポッド」、左肩に装備された有線式ロケットアンカー「パンツァーアイゼン」、ストライカーの上部左右に設置された旋回式砲塔「クスィフィアス3レール砲」、ストライカーの左右ウイングと下部ブースターの上下に装着されたスーパードラグーン計8基、両腕に装備されたビームシールド発生器、右手首付近に内蔵されたワイヤー式スタンユニット（電撃兵装）「インドラ」、左腕ビームシールドの前部に内蔵されたビームブレード発生器「リヒトファング」。マルチロックオンシステムとの連動で全射撃火器を一斉発射する「パーフェクトフルバースト」は、原型機と対戦したセリアを戦慄させるほどの威力を発揮する。
GAT-105B/EG ビルドストライク エクシードギャラクシー
イオリ・セイが使用する「EG ストライクガンダム」の改造機。基礎性能で不利なEGをベースとした理由は、キャリアを問わずすべてのガンプラユーザーに向けられたEGキットと向き合うことで、ビルドストライクの新たな可能性を見出そうとしたセイの発想に起因している。従来のビルドストライク系列の「RGシステム」を応用したエネルギー超光循環機構「EG (Energy Glitter-circulation)システム」を採用しており、機体の各所に適宜エネルギーを集中させることで、攻防や機動時の状況に応じた多元的なブーストアップを実現している。背部のストライカー用コネクタには、コアファイターに相当するバックパック兼用の小型支援機「ギャラクシーファイター」を装着。これは脱出や単独での戦闘のみならず、機体の手足に装着することで格闘武器としても使用できる。さらに機体やギャラクシーファイター、装備の各所にハードポイントを増設し、ストライカー用コネクタに被せられる他規格装備用の「エクシードジョイント」も併用することで、多彩な武装運用に対応している。これには、「完成形が存在しない無限の可能性を秘めたガンプラであってほしい」というセイの願いが込められており、機体の「エクシードギャラクシー」（銀河を超える）の名にも表れている。
武装は、頭部バルカン砲4門、ビームピストルの上に打撃用の「バレルクラブ」を被せたビームライフル、通常より小型化されたハーフタイプの「エクスシールド」。EGシステム作動時のバレルクラブとエクスシールドは、それぞれがビーム刃を発生させた「ビームバトルブレード」と「ビームシールドブレード」になるが、両方を同時使用できない欠点もある。
第3話のバトルイベントでは、メイジンのアメイジングバルバトスにギャラクシーファイターを破壊され追い詰められるが、救援に駆け付けたレイジのスターバーニングが射出したギャラクシーブースターやユニバースブースターと合体し危機を脱する。
ASW-G-08A ガンダム・アメイジングバルバトスルプス
三代目メイジン・カワグチが使用する「HG ガンダムバルバトスルプス」の改造機。「アメイジング」の名をもつ歴代のメイジン作に合わせた真紅の軽量装甲が特徴で、フレーム部分の強化や反応速度の向上も行われている。改造自体はスタンダードな手法であるが、長らくガンプラバトルで名を馳せてきたメイジンとしての技量を注ぎ込んだ究極の調整が施されている。
バックパックには、原典作品に登場する敵MA「ハシュマル」を模した強化ユニット「アメイジングブースター天式（テンシキ）」を装着。分離しての単独行動が可能であるほか、アメイジングバルバトス単体を原典の第6形態から改修した第7形態と想定し、通常の合体形態を運動性向上型の第9ならぬ「第紅形態（ダイクけいたい）」、天式の脚部クローをバルバトスの前腕部に装着した瞬発格闘形態を第10ならぬ「第獣形態（ダイジュウけいたい）」と呼ぶ。
武装は、原典機のメイスに内蔵式機関砲、可動式フォアグリップを追加した高剛性の「アメイジングメイス」、天式側に装備された超硬ワイヤーブレード。メイスと天式のブースターを合体させることで、高出力ビームや、メイス自体を超高速電磁射出する弩級型決戦兵器「アメイジングアイアンブラッド」となる。。
SBG-E01 神バーニングガンダム（シンバーニングガンダム）
カミキ・セカイが使用するカミキバーニングガンダムの改造機。セカイとの裏アシムレイトでカミキバーニングが示した「新たな姿」をもとに製作された。トライバーニングガンダム以降に採用されたバーニングバーストシステムは、新たに「炎神（えんじん）バーニングバーストシステム」と命名され、文字通り炎の神にふさわしい力を発揮する。バックパックには、過去に対戦した中老ファイターが駆る漆黒のガンプラから着想を得た翼状の姿勢制御ユニット「ウイングバーニング」を装着。ユニットから放出される炎の翼で速度を高めた「攻の形」から、機体の前後を覆い防御力を高めた「威の形」へと形態を変化させる。
改修前から装備している腰の太刀は、セカイがガンプラを知るきっかけになった仲間たちへの思いを込めて「三輝一文字」（さんきいちもんじ）と命名された。その攻撃力は実弾や圧縮されたビームをも斬り裂き、「攻の形」では神樹流ガンプラ奥義「鴛鴦斬」（えんおうざん）による巨大な炎の斬撃を繰り出す。
GN-0000DVR/II ガンダムダブルオーダイバーアーク
ミカミ・リクが使用するガンダムダブルオーダイバーの発展機。リクの親友であるユッキーの「今のリクがダブルオーガイバーを一からビルドするなら?」という提案を受けて新造された機体で、多くの戦いを経験したリクの技術が込められた一作となっている。改修の基点は「近 - 中距離戦での制圧能力の向上」で、両肩の「アークドライヴユニット」と両腕の追加手甲「アークブレイサー」には、ガンダムAGE-FXから着想を得たブレード状の特殊クリアパーツを形成する「GNバースト」機構が追加されている。GNバースト時のアークドライヴユニットは、後方に向けて推力を高めた高機動形態「バーストハイマニューバモード」、前方に向けてGNフィールドを展開した防御形態「バーストシールドモード」といった複数の形態をもつ。
武装は改修前と同じGNソードIIやGNビームサーベルに加えて、胸部中央に内蔵された『ガンダムAGE』由来の高出力砲「GNダイダルキャノン」、アークブレイサーに内蔵されたGNバルカンと、バーストモード時のブレイサー先端から形成される高切断刃「バーストブレイド」、切り離した左右のアークドライヴユニットを変形させた手持ちの大剣「バーストバスターソード」。
モモカプル (R×R)（モモカプル アールバイアール）
ヤシロ・モモカが使用するカプルの改造機。「R×R」とは「ダブルのリスペクト」、つまりモモのフレンドである人物がカスタムしてくれた本機のバリエーションキットに対する「感謝」の「返礼」が込められている。『GBD』登場時の姿から兎耳状のパーツが追加され、右腕がやや長くなっている。必殺技は右拳から放たれる渾身の一撃「天地咆哮掌」。
F9ノ1改（エフくのいちかい）
アヤメがRX-零丸以前に使用していたF9ノ1に、最新のクロスシルエット構造を組み込み新生させた機体。F9ノ1の存在は長らく幻とされていたが、アヤメの最古参ファンを名乗るビルダーが「ガンダムF91ベースの女忍者機体」の情報をSNSに発信したことで存在が噂されるようになり、やがてアヤメ本人が改造を加えた本機を公表したことで情報が確定的となる。軽装状態から鎧兜を纏った通常形態の「クノイチモード」、F91の最大稼動モードに相当する「彩・代・華・導（サイ・ダイ・カ・ドウ） シノビモード」へと変形し、ほかのMSに似せた複数の「質量をもった残像」を生み出すアヤメ流忍法「緊急出撃（スクランブル）の術」が発動可能となる。ほかにも、無個性のジム頭や旧来のSDらしい低頭身体型など、改修前から高い変化能力を有しており、本機の存在が幻だった理由のひとつにもなっている。
武装は、ビーム刀としても使用される零丸由来の腰の忍者刀、可変速射撃用の部捨羽亜（ヴェスバー）モードから格闘用の大苦無（ダイクナイ）モードに変形する背部両側の「部捨羽亜大苦無・改」（ヴェスバーダイクナイ・カイ）、部捨羽から取り外したグリップに零丸の装備を流用した高出力の「仕込ビーム苦無」、投擲にも使用可能な十字状のビーム膜を形成する左腕の「ビームシールド大苦無」。
PFF-X7Ⅱ＋/P9 プルタインガンダム
ヒロトが使用するコアガンダムⅡ＋と、プラネッツシステム9番目の支援機であるプルートアーマーが合体した姿。ヒロトが学んでいた廃材プラスチックを再利用（リサイクル）して還元させる「エコプラ活動」を、破壊と再生を司る冥王星にたとえ、自機と他機から生じた余剰運動エネルギーを自機のエネルギーとして再転換し、継戦能力を大幅に高める黒い特殊コーティング装甲「ＥＰ装甲」を採用している。戦闘スタイルも決着がつくまで破壊と再生を繰り返す白兵戦に特化しており、ヒロト流でいう「決闘仕様」としての性格を強めている。芯となるコアガンダムⅡ＋も、既存アーマーとの合体能力を維持したうえで、プルートアーマーに合わせた能力調整が施されている。単体時のプルートアーマーは、前面に集中配置されたブレードプレートによる突進攻撃で進路上の敵を切り裂く。
コアガンダムⅡ＋側の武装は歴代のコアガンダム系列と同じ構成だが、飛行形態コアフライヤーのパーツとなるコアディフェンサーは、前進翼状の大型ウイングに変更された「コアディフェンサー＋」となり、飛行形態も航続力を増した「コアフライヤー＋」へと進化している。合体時のプルートアーマー側の武装は、鎌刃を折りたたむことで長槍となる手持ちの大鎌「インフォーチュンサイザー」、前腕に付け替えたり遠隔操作も可能な両肩の可動式攻防スタビライザーユニット「ブレイクロウフェザー」。
ベアッガイオハナ&アロハロ
ママッガイとプチッガイの2機一組ガンプラである「HGBF ベアッガイF」と、ハロプラのハロを南国仕様に塗装したもの。「オハナ」はハワイ語で「家族」を意味する。ママッガイの背部には「HGBF ベアッガイIII」と同型の「リボンストライカー」が装着され、プチッガイは体格に合わせたウクレレを所持している。2機のビルダーはとある仲の良い姉弟で、南国仕様となった理由は弟の実体験がもとになっている。アロハロのビルダーは目つきの悪い青年で、優しげな目の友人に促されてしぶしぶ作ったものとのこと。どちらもハワイにあるジェフさんの店で製作されたもので、完成品はそのまま旅行記念として店内に展示されている。
TYP-G12 ティフォエウスガンダム
マスカリージャが使用する「HG ラファエルガンダム」の改造機。「ティフォエウス」（テューポーン）はギリシャ神話に登場する怪物に由来する。機体自体は格闘戦を主体としたシンプルな仕様であるが、クタン参型とサイコガンダムMk-IIのパーツを組み合わせたモビルフォートレス「クタン双竜型」と合体することで、マスターグレード級の超火力と高推力を獲得する。
単独時の武装は、原型機から流用されたGNビームライフル。
TYP-G12/CMR ティフォエウスガンダム・キメラ
ハルユニット化したクタン双竜型と合体した最強形態。サイコMk-IIの機能を継承・発展させた巨大な腕部「サイコアームユニットII」は、前腕部分を有線操作式のサイコミュ兵装とすることも可能になっている。
武装は、上部アタッチメントの左右に装着された滑腔砲、サイコアームユニットIIの肩部に内蔵されたメガビーム砲や各指に内蔵されたビーム砲、手首を折り曲げた袖口から巨大なビーム刃を発生させるサイコミュ式ビームソード、腕と同じく有線操作可能な竜頭状の脚部マルチユニット「ドラゴンヘッド」、単独での射撃能力も付与されたドラゴンヘッド裏のリフレクタービット改、同じくドラゴンヘッドの推進器と火炎放射器を兼ねる「ブレスバーニア」。滑腔砲とドラゴンヘッドは、それぞれティフォエウス単体時の肩部砲塔や手持ちのシールドとしても使用される。
GNT-0000SDV/D ガンダムダブルオーコマンドクアンタ・デザートタイプ
「HG ダブルオークアンタ」とSDコマンドガンダムの要素を組み合わせたダブルオーコマンドクアンタをベースに、各部の防塵加工と冷却効率の強化を施した熱帯・砂漠戦仕様機。オリジナル機にあった「量子ワープ」を連続使用する「クアンタムフォース・タイプアサルト」という必殺技を有し、バトルロイヤルなどで大勢の敵を相手にする際に威力を発揮する。ドバイのガンプラバトル国際選手権会場を襲った巨大砂嵐を止めるために投入され、タイプアサルトと操縦者であるビルダーの覚醒とあいまった目覚ましい戦いぶりから、「ダストストームブレイカー」の二つ名で呼ばれるようになる。当時の功績を称えられてメタバースのストリート内に並ぶ記念立像のひとつに選ばれ、ヤジマ社のバトルイベントではアメイジングバルバトスと並び立つ姿が描かれる。
武装は、近接戦用ブレードと砂塵内用の高精度スコープセンサーを備えた「ヘビーマシンガン」、大口径キャノンや着脱式コンバットナイフ2本を備えた「アームズシールド」、バックパック右側に懸架された大型実体剣「コマンドソード」、使用後のパージが可能なバックパック左側の4連装ミサイルランチャー。

## スタッフ
- 企画・制作 - サンライズ
- 原作 - 矢立肇、富野由悠季
- 監督 - 大張正己
- シリーズ構成 - 木村暢
- キャラクターデザイン - 岡田洋奈、後藤依子、形部一平
- ふみなデザイン協力 - 島田フミカネ
- キャラクターデザイン監修 - 大貫健一
- メカニックデザイン - 大河原邦男、海老川兼武、柳瀬敬之、寺島慎也、鷲尾直広、安藤孝太郎（スタジオGS）
- チーフメカアニメーター - 芳山優
- 美術 - スタジオなや
- 美術デザイン - 中島美佳、益田健太
- 美術監督 - 佐藤歩
- 色彩 - Wish
- 色彩設計 - 長尾朱美
- 音響監督 - 明田川仁
- 撮影 - 旭プロダクション
- 撮影監督 - 後藤春陽
- 編集 - 吉武将人
- 音楽 - 林ゆうき
- 音楽プロデューサー - 木村憲一郎、山田智子
- エグゼクティブプロデューサー - 小形尚弘、田村烈、小川正和
- 企画協力 - BANDAI SPIRITS、バンダイナムコエンターテインメント
- 制作 - SUNRISE BEYOND
- プロデューサー - 北岡慶子
- 製作 - バンダイナムコフィルムワークス、創通

## 主題歌
「ヒカリトカゼ」
BACK-ONによるオープニングテーマ。作詞はKENJI03、TEEDA、作曲はKENJI03。
「Days of Birth」
LINKL PLANETによるエンディングテーマ。作詞は藤原優樹、作曲は横地健太、編曲は高橋修平。

## 各話リスト
| 話数  | サブタイトル | 脚本     | 絵コンテ          | 演出     | 作画監督                            | 作画監督                        | 初配信日       |
| 話数  | サブタイトル | 脚本     | 絵コンテ          | 演出     | キャラクター                        | メカ                            | 初配信日       |
| ----- | ------------ | -------- | ----------------- | -------- | ----------------------------------- | ------------------------------- | -------------- |
| 第1話 | DIVE         | 木村暢   | 大籠之仁 大張正己 | 大久保朋 | 岡田洋奈 後藤依子 石原満            | 芳山優                          | 2023年 10月6日 |
| 第2話 | RERISE       | 兵頭一歩 | 一乗寺新 斉藤哲人 | 孫承希   | 小谷杏子 前澤弘美 高見明男 岡田洋奈 | 崎山知明 片山学 佐野浩敏 芳山優 | 10月20日       |
| 第3話 | TRY&FIGHT    | 木村暢   | 増田敏彦          | 池野昭二 | 大貫健一 高見明男 石原満 黒澤浩美   | 有澤寛 高瀬健一 山根理宏 芳山優 | 10月20日       |

## CD
- 「ガンダムビルドシリーズ」10周年 BEST Collection（発売元：サンライズミュージックレーベル（バンダイナムコミュージックライブ）、2023年11月29日発売、SRML-1061/3） - 本作の主題歌とオリジナルサウンドトラックを含む。